# 天野裕充
天野 裕充（あまの ひろみつ、1965年（昭和40年）6月17日 - ）は、日本の映画監督、シナリオライター。早稲田大学第一文学部演劇専修出身。株式会社グランピクス代表取締役。

## 経歴・人物
高校在学中から自主映画を製作。フリーのシナリオライターとして長短延べ200本ほどのシナリオを執筆し「復讐之聖書」（V 1995）で監督。

## 主な監督作品

### 劇場映画
- ソウル・オブ・ロック（2012）
- 蒼筝曲（2012）
- 劇場版ほんとうにあった怖い話2020 呪われた家（2020年）[2]
- 劇場版ほんとうにあった怖い話 事故物件芸人（2021年）
- 劇場版ほんとうにあった怖い話 事故物件芸人２（2021年）
- 劇場版ほんとうにあった怖い話 事故物件芸人３（2021年）
- 劇場版ほんとうにあった怖い話 事故物件芸人４（2022年）
- きみの正義 ぼくの正義[3]（2022年）

### 短編映画・記録映画・教育映画
- 昔むかし、（2005）
- 金魚と５人の女（2011）
- 手技TEWAZA（2018〜 江戸木版画・江戸木目込人形） 映文連アワード2018 審査員特別賞
- 伝統に生きる・木版画摺 川嶋秀勝（2018） 東京都広報コンクール最優秀賞／全国広報コンクール入賞
- 伝統に生きる・鍛金 桶谷輝明（2019） 東京都広報コンクール奨励賞
- 新しい道徳・中学１年（植松電機・星野富弘・柳家花緑） 教育映像祭・優秀作品賞[4]
- 伝統に生きる・つまみかんざし 石田一郎（2019） 映文連アワード2021 優秀企画賞／東京都広報コンクール二席[5]

### WEB 配信映画・ドラマ
- ワンセグ物語（2008）
- 続ワンセグ物語（2008）
- スマイル物語（2008）
- もっとスマイル物語（2008）
- LOVE ON（2009）
- missing（2009）
- アンコン 夫婦あるある物語[6]（2021）

### テレビ ドキュメンタリー
- 人間国宝－美を極める（2003-2004）
- さぁ、日本を見よう！（2005-2006）
- ブランド・ストーリー（2010-2012）
- 日本100巡礼　思いの道・願いの道（2012-2013）
- 世界最速インディ500 佐藤琢磨 頂点に挑む（2016）
- 落語家たちの戦争 〜禁じられた噺と国策落語の謎〜（2019）

### ゲームソフト
- ロマンレーヌ（兼 脚本　1998）
- いつか、重なりあう未来へ　シロウ編（PS 1999）
- いつか、重なりあう未来へ　サユリ編（PS 1999）
- お花屋さん物語（兼 脚本　2002）

## その他の主な作品

### 劇場映画・ドラマ
- HAPPY SALVAGE（脚本　2000）
- エコエコアザラク R-page（脚本　2006）
- エコエコアザラク B-page（脚本　2006）
- 映画監督って何だ!（出演　2006）
- ADULT 24歳の恋（プロデューサー　2011）
- ビッチ!（編集　2013）
- 生贄のジレンマ（カラリスト　2013）
- ふたりエッチ ラブ・アゲイン（編集　2019）
- ふたりエッチ ダブル・ラブ（編集　2019）

### ゲームソフト
- ときめきメモリアル2（脚本　1999）

### OVA
- アイドルプロジェクト（脚本　1995）
- Jaja馬カルテット（脚本　1997）

### ドラマCD
- 究極戦隊ダダンダーン おそるべき悪魔の陰謀（脚本　1994）
- 英雄伝説Ⅲ 白き魔女（脚本　1995）
- 英雄伝説Ⅲ 白き魔女〜完結編（脚本　1995）
- CAROL（脚本　1996）